# John Huettner
John R. Huettner (ur. 21 października 1906 w Waszyngtonie, zm. 4 sierpnia 1970 w hrabstwie Orange) – amerykański żeglarz sportowy, medalista olimpijski; również aktor.
Podczas letnich igrzysk olimpijskich w Los Angeles (1932) zdobył złoty medal w żeglarskiej klasie 8 metrów, wspólnie z Owenem Churchillem, Williamem Cooperem, Karlem Dorseyem, Johnem Biby, Robertem Suttonem, Pierpontem Davisem, Alanem Morganem, Alphonse’em Burnandem, Thomasem Websterem, Richardem Moore’em i Kennethem Careyem.
John Huettner brał udział w ostatnich próbach przedolimpijskich w klasie 8 metrów, żeglując w załodze Pierponta Davisa (jacht Santa Maria), która zajęła drugie miejsce, za jachtem Angelita Owena Churchilla. Podczas zawodów olimpijskich, Churchill do swojej załogi włączył również sześciu członków załogi Davisa, dzięki czemu każdy mógł wystartować w co najmniej jednym wyścigu i zdobyć złoty medal.
Huettner ostatecznie został prawnikiem w Los Angeles, ale po igrzyskach olimpijskich zagrał w kilku filmach, głównie jako dodatkowy lub niewymieniony członek obsady. Spośród najbardziej znanych filmów, w których wystąpił, należy wymienić: Hands Across the Table (1935), Wielka transmisja (1938), Journey into Fear (1943) oraz przede wszystkim Obywatel Kane (1941, jako mężczyzna w Xanadu Great Hall).